# 日田市
日田市（日语：／ Hita shi */?）是位於日本大分縣西北部的一個城市，雖然隸屬大分縣，但因為地形的關係，與福岡縣的筑前地方和筑後地方往來較為頻繁。

## 歷史
從9世紀開始直到15世紀的約六百年間，為地方土豪豐後大藏氏所掌控；江戶時代成為幕府直轄領。廢藩置縣，一度單獨設置為日田縣，僅三年後的1871年年底被併入大分縣。

### 年表
- 1889年4月1日：實施町村制，現在的轄區在當時相當於日田郡的全部轄區。
- 1901年9月7日：豆田町和隈町合併為日田町。
- 1940年12月11日：日田町、三芳村、高瀨村、光岡村、朝日村、三花村、西有田村合併為日田市。[2]
- 1955年3月31日：
  - 東有田村、小野村、大鶴村、夜明村、五和村併入日田市。
  - 五馬村、馬原村、中川村合併為榮村。
- 1966年4月1日：榮村改制並改名為天瀨町。
- 1969年2月1日：大山村改制為大山町。
- 2005年3月22日：前津江村、中津江村、上津江村、大山町、天瀬町被併入日田市。[3]

| 1889年以前 | 1889年4月1日 | 1889年 -1926年      | 1926年 -1944年        | 1945年 - 1954年       | 1955年 - 1964年          | 1965年 - 1988年                 | 1989年 - 現在 | 現在   |
| ---------- | ------------ | ------------------- | --------------------- | --------------------- | ------------------------ | ------------------------------- | ------------- | ------ |
|            | 豆田町       | 1901年9月7日 日田町 | 1940年12月11日 日田市 | 1940年12月11日 日田市 | 1940年12月11日 日田市    | 日田市                          | 日田市        | 日田市 |
|            | 隈町         | 1901年9月7日 日田町 | 1940年12月11日 日田市 | 1940年12月11日 日田市 | 1940年12月11日 日田市    | 日田市                          | 日田市        | 日田市 |
|            | 西有田村     |                     | 1940年12月11日 日田市 | 1940年12月11日 日田市 | 1940年12月11日 日田市    | 日田市                          | 日田市        | 日田市 |
|            | 三光村       |                     | 1940年12月11日 日田市 | 1940年12月11日 日田市 | 1940年12月11日 日田市    | 日田市                          | 日田市        | 日田市 |
|            | 光岡村       |                     | 1940年12月11日 日田市 | 1940年12月11日 日田市 | 1940年12月11日 日田市    | 日田市                          | 日田市        | 日田市 |
|            | 朝日村       |                     | 1940年12月11日 日田市 | 1940年12月11日 日田市 | 1940年12月11日 日田市    | 日田市                          | 日田市        | 日田市 |
|            | 三芳村       |                     | 1940年12月11日 日田市 | 1940年12月11日 日田市 | 1940年12月11日 日田市    | 日田市                          | 日田市        | 日田市 |
|            | 高瀨村       |                     | 1940年12月11日 日田市 | 1940年12月11日 日田市 | 1940年12月11日 日田市    | 日田市                          | 日田市        | 日田市 |
|            | 東有田村     | 東有田村            | 東有田村              | 東有田村              | 1955年3月31日 併入日田市 | 日田市                          | 日田市        | 日田市 |
|            | 小野村       |                     |                       |                       | 1955年3月31日 併入日田市 | 日田市                          | 日田市        | 日田市 |
|            | 大鶴村       |                     |                       |                       | 1955年3月31日 併入日田市 | 日田市                          | 日田市        | 日田市 |
|            | 夜明村       |                     |                       |                       | 1955年3月31日 併入日田市 | 日田市                          | 日田市        | 日田市 |
|            | 五和村       |                     |                       |                       | 1955年3月31日 併入日田市 | 日田市                          | 日田市        | 日田市 |
|            | 五馬村       | 五馬村              | 五馬村                | 五馬村                | 1955年3月31日 榮村       | 1966年4月1日 改制並改名為天瀨町 | 併入日田市    | 日田市 |
|            | 馬原村       |                     |                       |                       | 1955年3月31日 榮村       | 1966年4月1日 改制並改名為天瀨町 | 併入日田市    | 日田市 |
|            | 中川村       |                     |                       |                       | 1955年3月31日 榮村       | 1966年4月1日 改制並改名為天瀨町 | 併入日田市    | 日田市 |
|            | 大山村       | 大山村              | 大山村                | 大山村                | 大山村                   | 1969年2月1日 改制為大山町       | 併入日田市    | 日田市 |
|            | 前津江村     |                     |                       |                       |                          |                                 | 併入日田市    | 日田市 |
|            | 中津江村     |                     |                       |                       |                          |                                 | 併入日田市    | 日田市 |
|            | 上津江村     |                     |                       |                       |                          |                                 | 併入日田市    | 日田市 |

## 交通

### 鐵路
- 九州旅客鐵道
  - 久大本線：夜明車站 - 光岡車站 - 日田車站 - 豐後三芳車站 - 豐後中川車站 - 天瀨車站 - 杉河內車站
  - 日田彥山線：夜明車站 - 今山車站 - 大鶴車站

### 道路
高速道路
- 大分自動車道：萩尾休息區 - 日田交流道

## 觀光資源

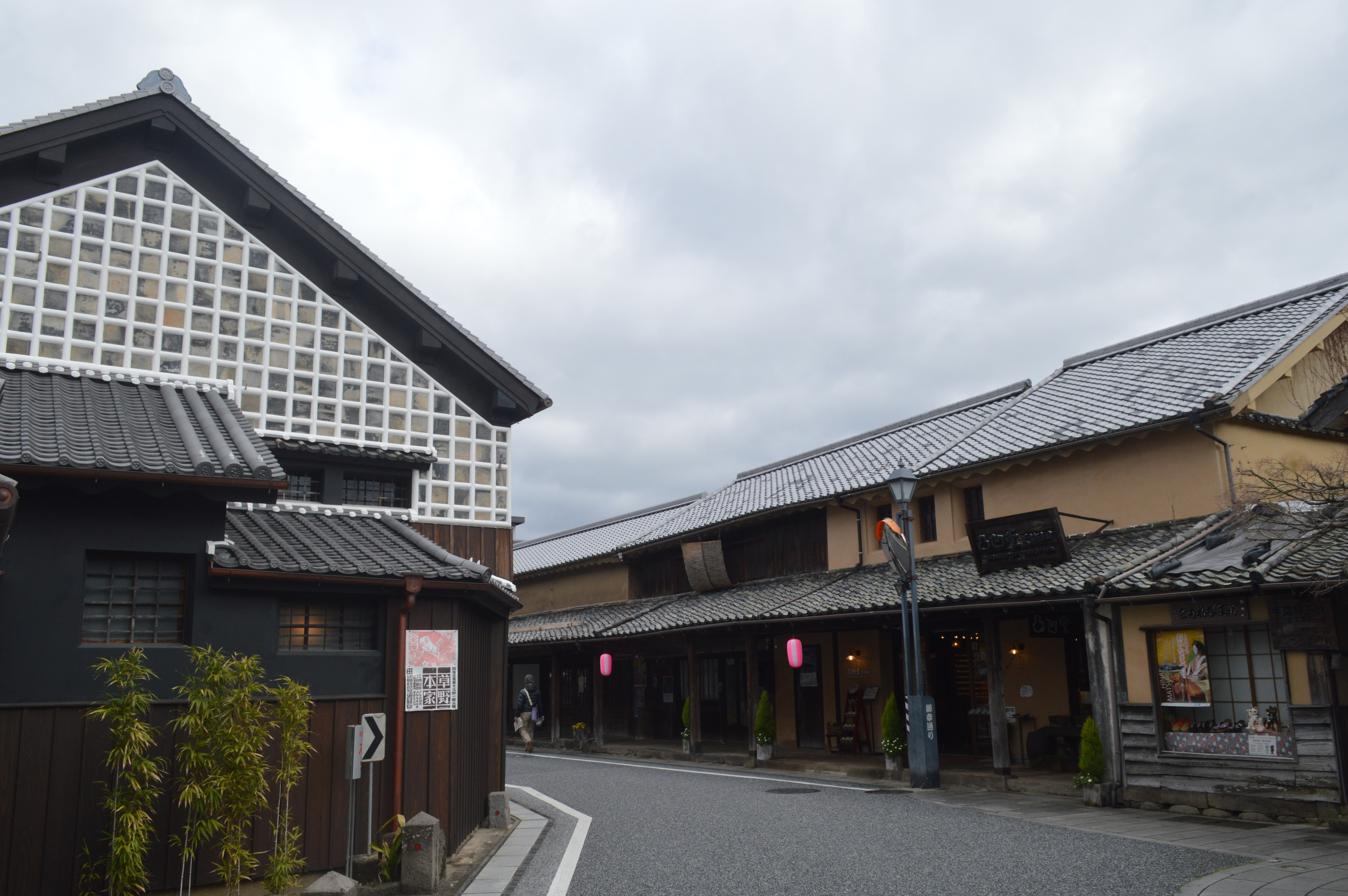
豆田町（左側為草野本家）

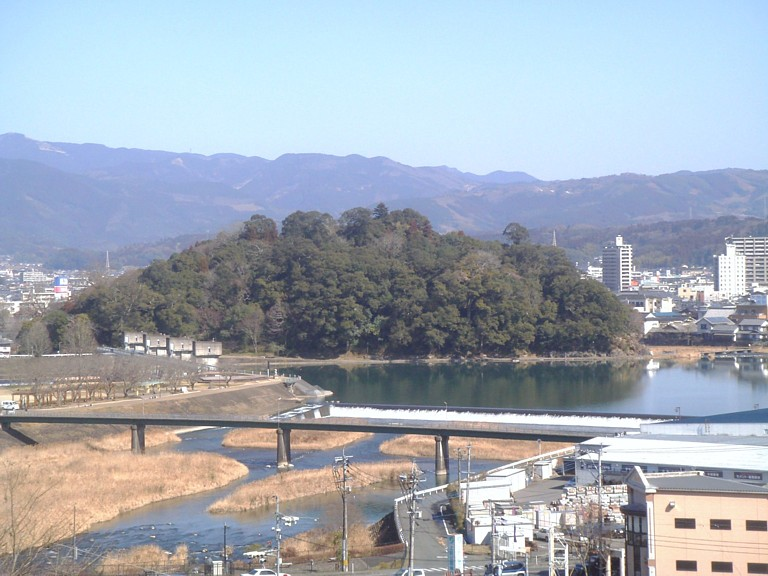
從鏡坂公園遠眺三隈川（筑後川）河畔的日隈山（龜山公園）

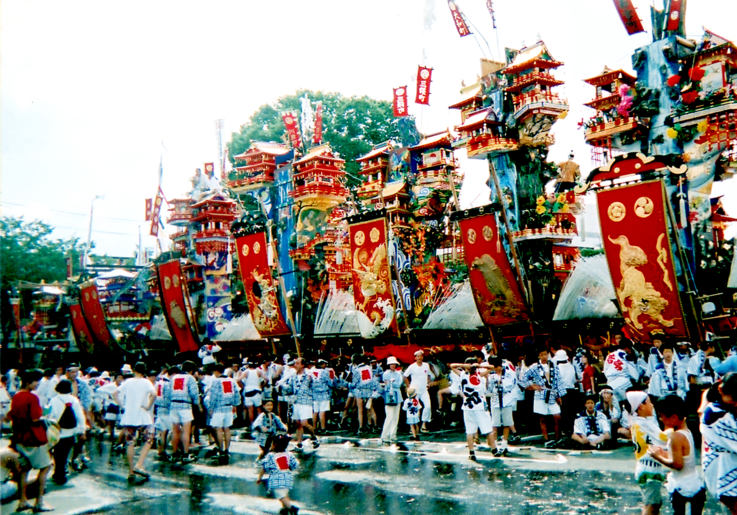
日田祇園祭

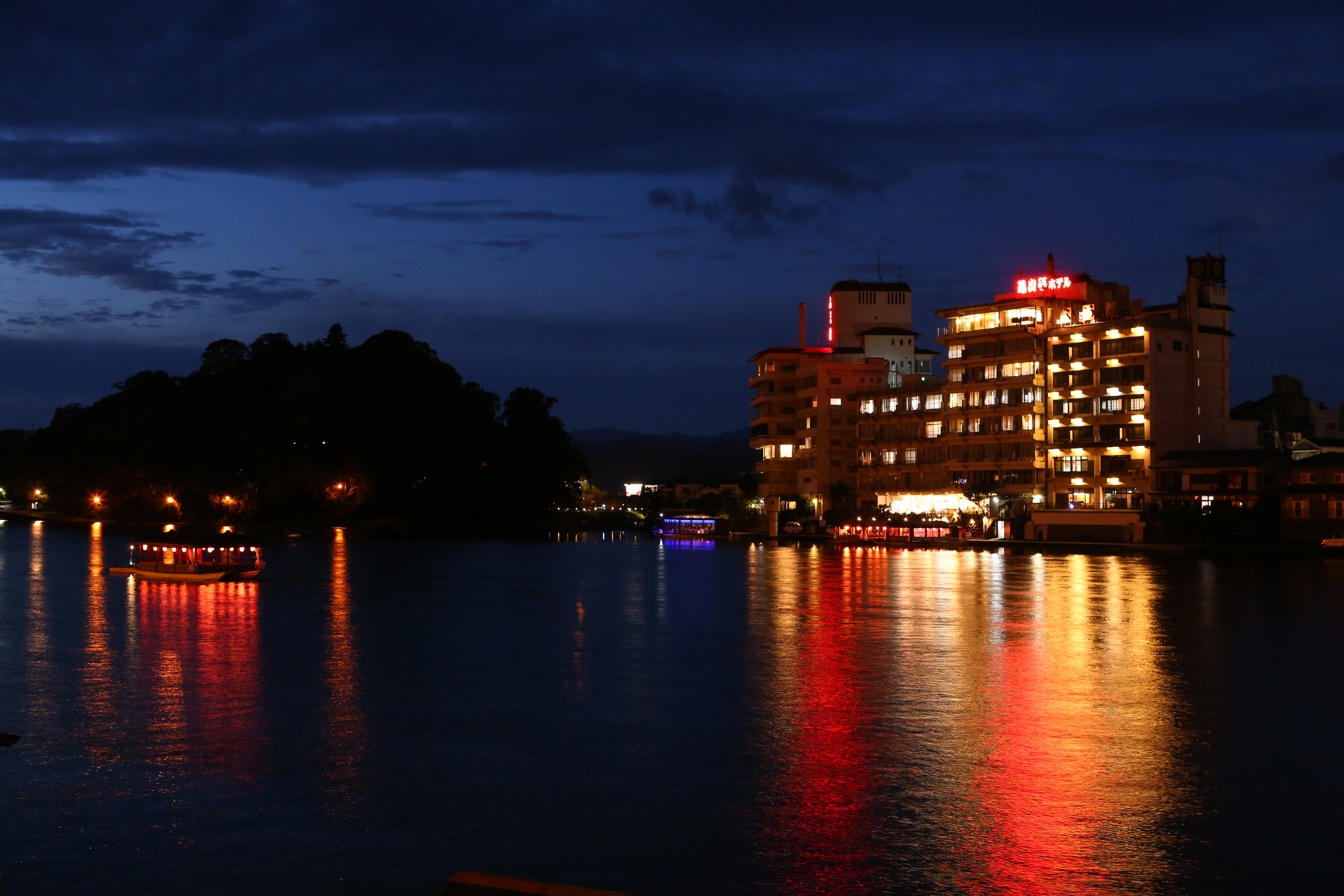
亀山亭(日田溫泉)

### 名勝
- 豆田町（重要傳統的建物群保存地區）
  - 廣瀨資料館
  - 草野本家
  - 日本丸館
  - 天領日田資料館
- 咸宜園遺跡
- 日田祇園山鉾會館

#### 溫泉
- 日田溫泉
- 天瀨溫泉
- 湯之釣溫泉

### 祭典
- 日田祇園祭：7月20日過後的星期六、日
- 日田天領祭：10月第三個星期六、日
- 日田川開幕觀光祭：5月20日過後的星期六、日
- 天領日田御雛祭：2月15日至3月31日

## 教育

### 高等學校
公立
- 大分縣立日田高等學校
- 大分縣立日田林工高等學校
- 大分縣立日田三隈高等學校

私立
- 藤蔭高等學校
- 昭和學園高等學校

## 本地出身之名人
政治家
- 川路聖謨：幕府末期的外國奉行
- 畑英次郎：前日本農林水產大臣、前日本通商產業大臣
- 井上準之助：第9、11日本銀行總裁、前日本大藏大臣
- 廣瀨勝貞：現任大分縣知事

藝文界
- 大藏永常：江戶時代的農學者
- 廣瀨淡窗：儒學者、漢詩人、教育家
- 畑正憲：作家，出生於福岡縣，於日田市度過中學及高中時期。
- 石川利光：作家
- 筑紫哲也：記者
- 宮川泰：作曲家、編曲家，出生於北海道。
- 宇治山哲平：畫家
- 岩澤重夫：日本畫家
- 木下章：日本畫家
- 久世瑞貴：漫畫家
- 麻生圭子：作詞家、随筆作家
- 諫山創：漫畫家

藝人
- 真屋順子：女演員
- 山崎ハコ：創作歌手
- 廣瀨道貞：朝日電視台會長
- 池永亜美：寫真偶像、女演員
- きどゆういち：藝人

體育
- 松下沙耶未：2004年夏季奥林匹克运动会射箭選手

## 外部連結
- （日語） 日田市觀光協會 （页面存档备份，存于）
- （日語） 日田溫泉旅館組合 （页面存档备份，存于）